# Syzygium minutiflorum
Syzygium minutiflorum är en myrtenväxtart som beskrevs av Friedrich Anton Wilhelm Miquel. Syzygium minutiflorum ingår i släktet Syzygium och familjen myrtenväxter.
Artens utbredningsområde är Sumatera. Inga underarter finns listade i Catalogue of Life.